# Georg Henrik Lybecker
Georg Henrik Lybecker, född den 10 december 1618 i Stora Skedvi socken i Dalarna, död 1683 i Kungälv, var en svensk militär och ämbetsman.

## Biografi
Georg Henrik Lybecker var son till bergmästaren och direktören Otto Henrik Lybecker från Nieder-Pfalz och Catharina Cronberg från en ort i närheten av Köln, och yngre bror till bergmästaren Hans Philip Lybecker d.ä. Georg Henrik Lybecker tog värvning som ryttare redan i 17-18-årsåldern, och kom snart ut i 30-åriga kriget där han gjorde sig känd som en framgångsrik krigare, blev kornett 1641, ryttmästare 1647 och adlades 1650. Tillsammans med Karl X Gustav deltog han i tåget över Bält 1658, och enligt dagboksanteckningar lär han ha gått brutalt fram och "spridit död och förskräckelse kring fienden".
Lybecker blev 27 januari 1659 chef vid ett nyuppsatt kavalleriregemente, vilket han mer eller mindre byggde upp från grunden. Regementet kom bland annat att brukas mot snapphanar på skånska landsbygden, och blev känt som Lybeckers ryttare. Han utnämndes till generalmajor 1677, men kvarstod som regementschef till 1679. Den 16 oktober 1679 utnämndes han till landshövding i Kristianstads län, och blev därefter i september 1680 landshövding för Bohus län. Lybecker dog 1683, och avled enligt uppgift av fetma. Lybecker begravdes i Norra Strö kyrka nordväst om Kristianstad.
Lybecker var i andra äktenskapet gift med Catharina Grissbach, de fick sonen Georg Lybecker.